# Neva Enuff
『Neva Enuff featuring AKTION』（ネヴァ・イナフ）は、ZEEBRAの6枚目のシングル。2001年1月25日にユニバーサルミュージックから発売された。

## 概要
映画『BROTHER』にインスパイアされて作られた曲。曲中では劇中で実際に主人公の山本（演:ビートたけし）が口にするセリフや、銃弾の音がサウンド・エフェクトして引用されている。
ZEEBRAとかつてから親交があり、『BROTHER』にも出演している真木蔵人がAKTION名義で客演参加しており、この楽曲の制作が音楽活動のきっかけとなった。2007年3月には「Neva Enuff」の続編として「Still Neva Enuff feat.ZEEBRA」をリリースした。
PVにはZEEBRAが所属するキングギドラのメンバーであるKダブシャイン、DJ OASISやBOY-KENがエキストラで友情出演している。

## 収録曲
1. Neva Enuff featuring AKTION [4:11]
作詞：ZEEBRA/AKTION、作曲・編曲：ZEEBRA
2. Neva Enuff - Instrumental [4:11]
3. 罠 featuring OJ&ST - Inovader Remix [5:29]
作詞：ZEEBRA/OJ/ST、作曲・編曲：INOVADER
アルバム『BASED ON A TRUE STORY』に収録されている曲のリミックス。

## アナログ盤
1. Neva Enuff featuring AKTION
2. Neva Enuff - TV TRACK
3. Neva Enuff - A CAPPELLA
4. 罠 featuring OJ&ST - INOVADER REMIX
5. 罠 featuring OJ&ST - TV TRACK
6. 罠 featuring OJ&ST - A CAPPELLA

## 楽曲の収録アルバム
- オムニバス『FUTURE SHOCK SINGLES』（2002年3月27日）
- ベスト『THE FIRST STRUGGLE』（2002年5月29日）
- ベスト『The Anthology』（2008年9月17日）